# Стандартна страница
Стандартна страница е понятие, използвано при отчитане на обем на работа при машинопис, превод и др., когато е налична информация за броя знаци, но е желателно той да се превърне в страници. В зависимост от приложното поле стандартната страница може да съдържа различен брой символи, например в България една машинописна страница се определя на 2500 символа, а една преводаческа страница - на 1800 символа.

## Стандартна машинописна страница в България
Една стандартна машинописна страница съдържа 2500 знака според все още действащия БДС 6.04.1:1985 в раздел 4. Изисквания при машинописното оформяне на общоадминистративните документи стандартна машинописна страница при формат А4 трябва да съдържа следните реквизити:

### Бели полета
- ляво поле 30 мм (образувано от 11 свободни машинописни удара при стъпка 2,6 мм);
- дясно поле 8 мм (3 – 4 свободни машинописни удара до края на листа);
- горно поле 30 мм (5 свободни междуредови машинописни интервала при позиция 1,5 на устройството за междуредови интервали);

### Наборно поле
- 66 машинописни удара на ред (при стъпка 2,6)
- 38 машинописни реда (при стъпка 1,5 междуредов интервал и разстояние между редовете 4,22 мм)
- средно 2500 машинописни удара на една стандартна страница А4

### Определяне на обема
За машинописен удар (печатни знаци) се считат всички видими печатни знаци (букви, цифри, препинателни знаци и т.н.) и всички интервали между думите. Количеството символи в документа много лесно се определя чрез програмни продукти, например функцията „Word Count“ в Microsoft Word или LibreOffice Writer. Така показаният брой знаци (с интервалите) се разделя на 2500 и се получава броя стандартни машинописни страници.

## Стандартна (условна) преводаческа страница
Обемите на преводите може да се базират на време, брой редове, брой думи, брой знаци или брой преводачески страници.
- На база брой редове (като редът съдържа 55 символа) се работи в Германия.
- На база брой думи (без значение знаците в тях) се работи в страни като: САЩ, Франция, Швеция...
- На база страница (съдържаща хиляда думи без значение знаците в тях) се работи във Великобритания и Ирландия
- На база стандартна (условна) преводаческа страница се работи в България, Русия, Украйна...

В България, Русия и някои други страни най-често за оценка на извършения писмен превод, редакция или коректура на текст се взима стандартната (условна) преводаческа страница, съдържаща 1800 печатни знака готов превод. Броят знаци включва всички препинателни знаци и интервали. (Алтернативно, може да се вземе 1620 знака входящ текст).
Исторически тази мерна единица вероятно идва от обема текст, съдържащ се в една машинописна страница (58 – 60 символа в ред, 28 – 30 реда на страница), с оставено достатъчно голямо долно бяло поле, за водене на бележки и корекции по превода.